# Ardwinna Chasma
L'Ardwinna Chasma è una struttura geologica della superficie di Venere.